# Tăcuta
Tăcuta è un comune della Romania di 3 412 abitanti, ubicato nel distretto di Vaslui, nella regione storica della Moldavia. 
Il comune è formato dall'unione di 7 villaggi: Cujba, Dumasca, Focșeasca, Mircești, Protopopești, Sofieni, Tăcuta.